# Codice d'emergenza
Codice d'emergenza (L.A. Firefighters; conosciuta anche come Fire Co. 132) è una serie televisiva statunitense in 13 episodi trasmessi per la prima volta nel 1996, trasmettendone solo 6, invece le altre 7 non vennero trasmesse.
È una serie drammatica d'azione incentrata sulle vicende di una squadra di vigili del fuoco di Los Angeles capitanata dal carismatico caposquadra Jack Malloy (interpretato da Jarrod Emick).

## Personaggi e interpreti
- Capitano Jack Malloy (13 episodi, 1996-1997), interpretato da Jarrod Emick.
- Pompiere Erin Coffey (13 episodi, 1996-1997), interpretata da Christine Elise.
- Bernie Ramirez (13 episodi, 1996-1997), interpretato da Miguel Sandoval.
- Firefighter Ray Grimes (13 episodi, 1996-1997), interpretato da Carlton Wilborn.
- Pompiere Kay Rizzo (13 episodi, 1996-1997), interpretata da Alexandra Hedison.
- Pompiere J. B. Baker (13 episodi, 1996-1997), interpretato da Brian Leckner.
- Pompiere Lenny Rose (13 episodi, 1996-1997), interpretato da Michael Gallagher.
- Pompiere Mike Durning (12 episodi, 1996-1997), interpretato da John Bradley.
- T.K. Martin (7 episodi, 1996-1997), interpretato da Alexandra Paul.
- Pompiere Jed Neal (7 episodi, 1996-1997), interpretato da Rob Youngblood.
- Caposquadra Dick Coffey (6 episodi, 1996), interpretato da Brian Smiar.
- Laura Malloy (5 episodi, 1996), interpretata da Elizabeth Mitchell.
- Norman Minter (5 episodi, 1996), interpretato da Peter Crombie.
- Flame (5 episodi, 1996), interpretata da China Kantner.
- Dottor Janey Markle (4 episodi, 1996-1997), interpretato da Jensen Daggett.
- Detective Lou Cerone (3 episodi, 1996), interpretata da Carmen Argenziano.
- Helen Regan (3 episodi, 1996), interpretata da Kathryn Morris.
- Michelle Goldstein (3 episodi, 1996), interpretata da Meredith Salenger.
- Bobby Grimes (3 episodi, 1996), interpretato da Vicellous Reon Shannon.

## Produzione
La serie fu ideata da Gordon Greisman. Le musiche furono composte da Jon Hassell e Pete Scaturro. La serie fu rinominata Fire Co. 132 con l'inizio della seconda stagione e fu rinnovato anche il cast ma gli ascolti furono ancora deludenti e fu cancellata dopo 13 episodi totali, non trasmettendo gli ultimi 6 episodi.

### Registi
Tra i registi della serie sono accreditati:
- Cliff Bole
- Jim Charleston
- Félix Enríquez Alcalá
- Bruce Seth Green
- Winrich Kolbe
- Guy Magar
- Stephen L. Posey
- Steven Robman
- Thomas J. Wright
- Randall Zisk

### Sceneggiatori
Tra gli sceneggiatori della serie sono accreditati:
- Karl Holman in 2 episodi
- Gary Glasberg
- Gordon Greisman
- Ann Lewis Hamilton
- Patrick Hasburgh
- Robert Zappia

## Distribuzione
La serie fu trasmessa negli Stati Uniti dal 3 giugno 1996 sulla rete televisiva Fox. In Italia è stata trasmessa su Italia 1 con il titolo Codice d'emergenza.
Alcune delle uscite internazionali sono state:
- negli Stati Uniti il 3 giugno 1996 (L.A. Firefighters)
- in Ungheria il 5 dicembre 1999
- in Francia (Alerte rouge o Extrême urgence)
- in Italia (Codice d'emergenza)

## Episodi
| Stagione         | Episodi | Prima TV USA  | Prima TV Italia |
| ---------------- | ------- | ------------- | --------------- |
| Prima stagione   | 6       | 1996          | 1997            |
| Seconda stagione | 7       | mai trasmessi | 1998            |